# 시티 필드
시티 필드(Citi Field)는 미국 뉴욕주 뉴욕 퀸스의 플러싱 메도스 코로나 파크에 위치해 있으며, 내셔널 리그팀인 뉴욕 메츠의 홈구장이면 MLS 뉴욕 시티 FC의 제2홈구장이다.
2006년에 본격적으로 착공을 하여 2009년에 완공되었다.
시티 필드는 시티그룹이 메츠에게 20년간 4억달러를 지불하는 조건으로 명명권을 따냈다.
하지만, 시티그룹은 정부의 구제금융을 받는 상황에서 천문학적인 홍보비용을 지불하는 것이 온당하냐는 비판이 제기돼 왔다.
수용 인원은 셰이 스타디움보다는 적지만 편의시설 등이 많이 설치되어 있다.

## 사진

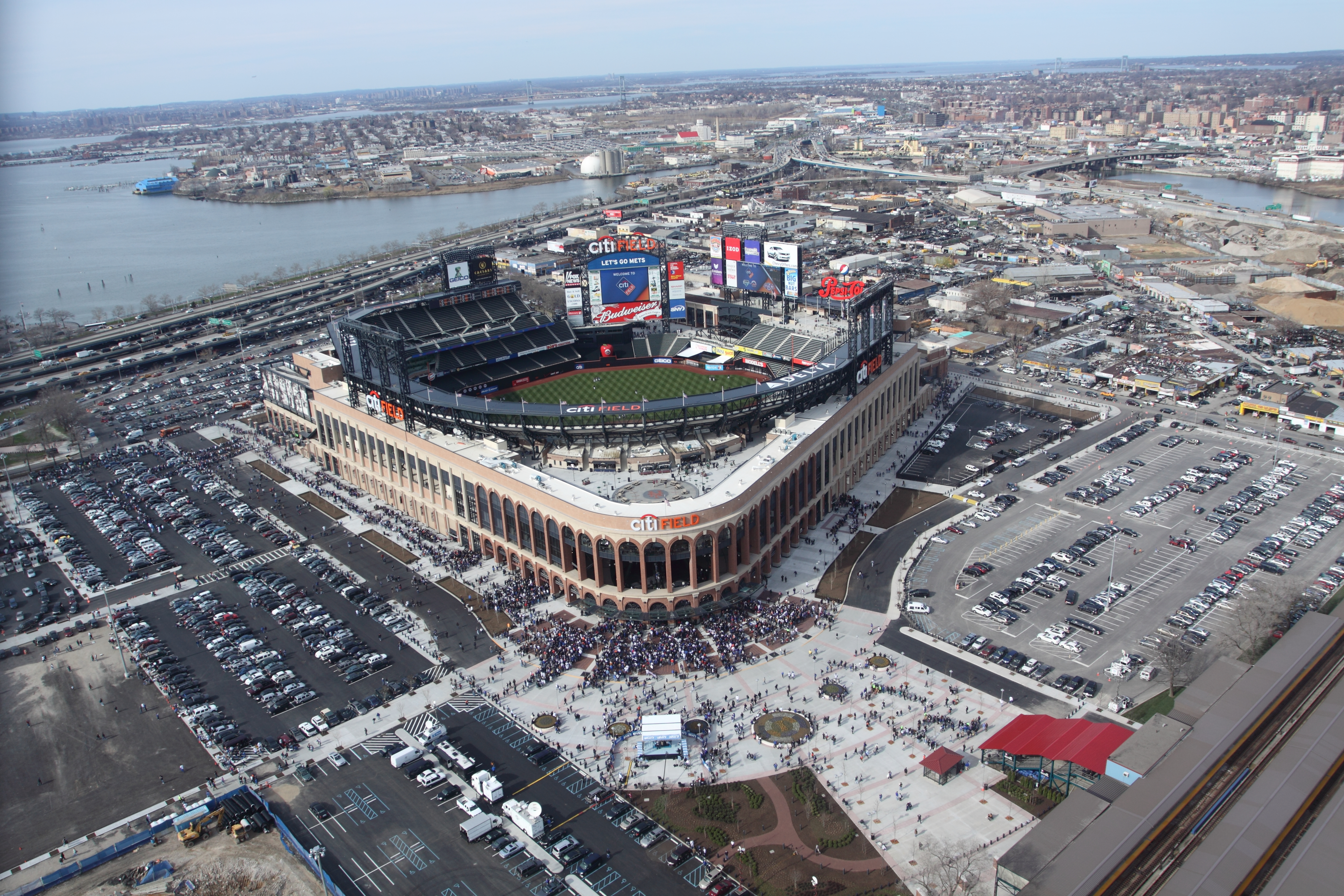
씨티 필드 외관
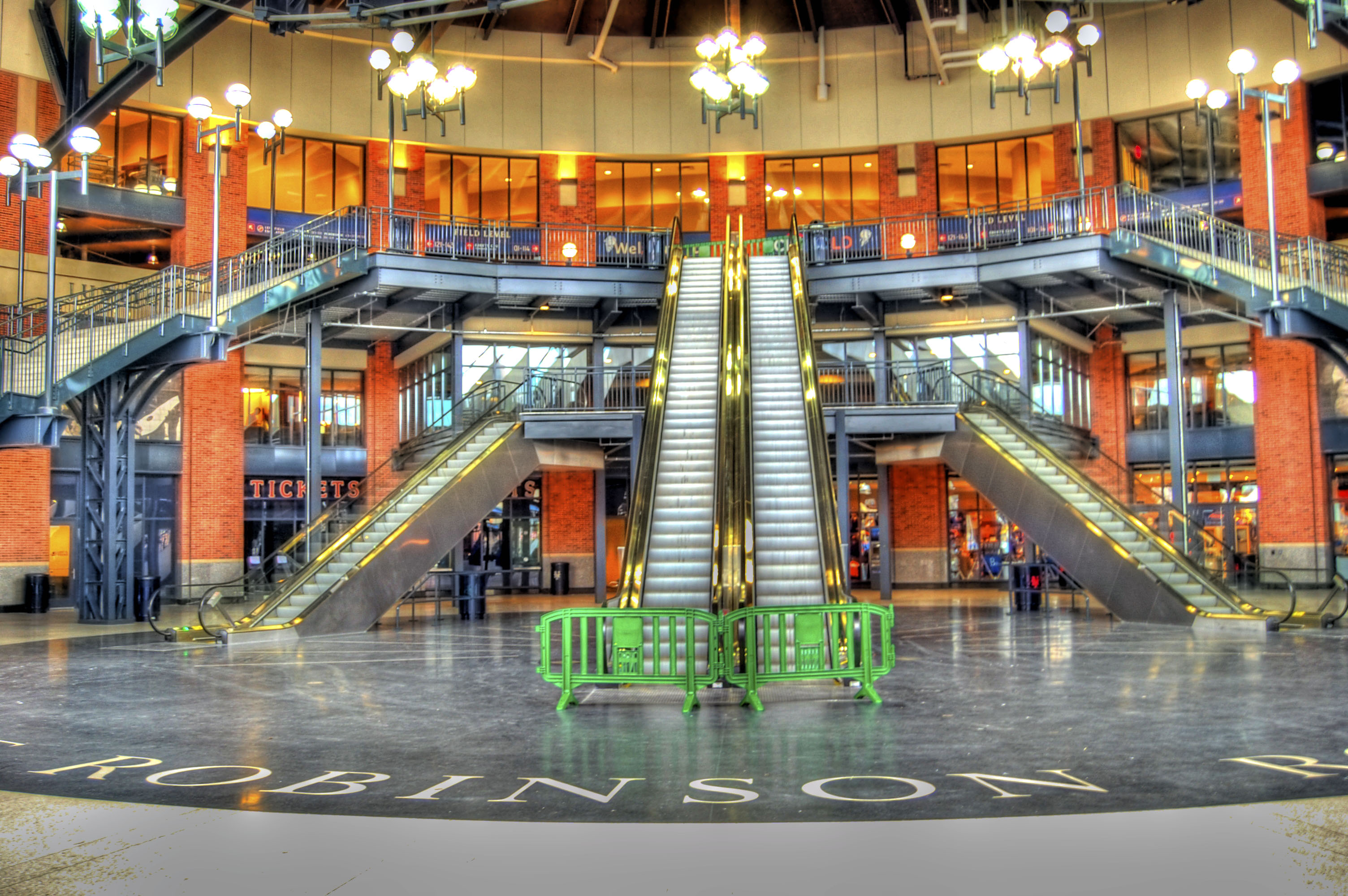
씨티 필드 내부
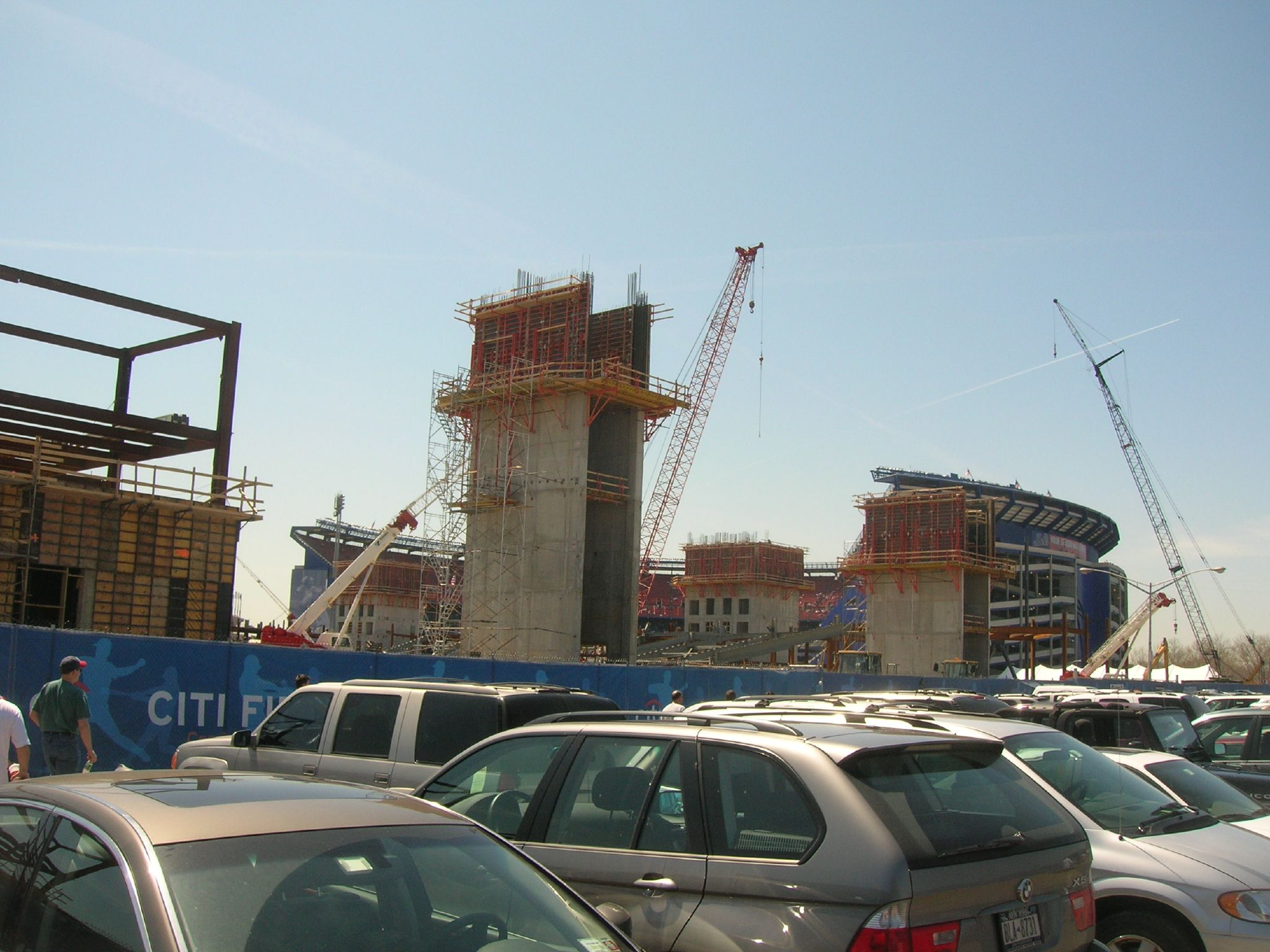
공사 중인 씨티 필드 01
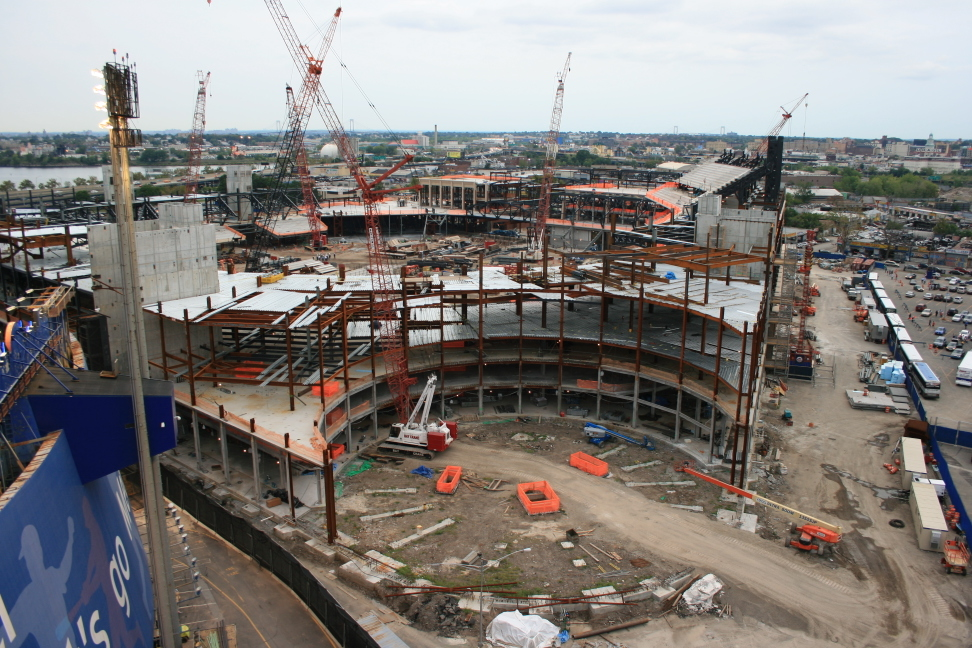
공사 중인 씨티 필드 02
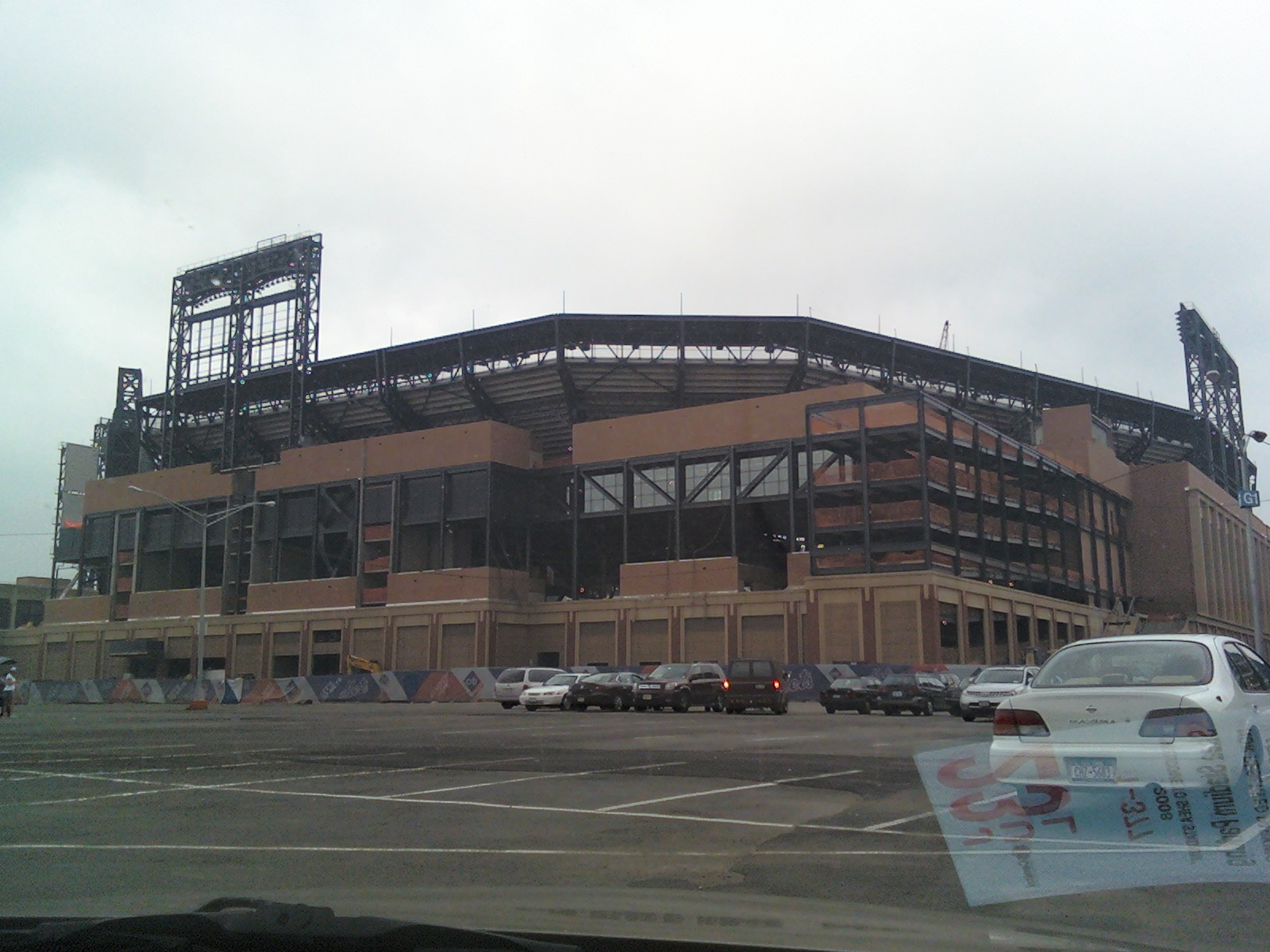
공사 중인 씨티 필드 03
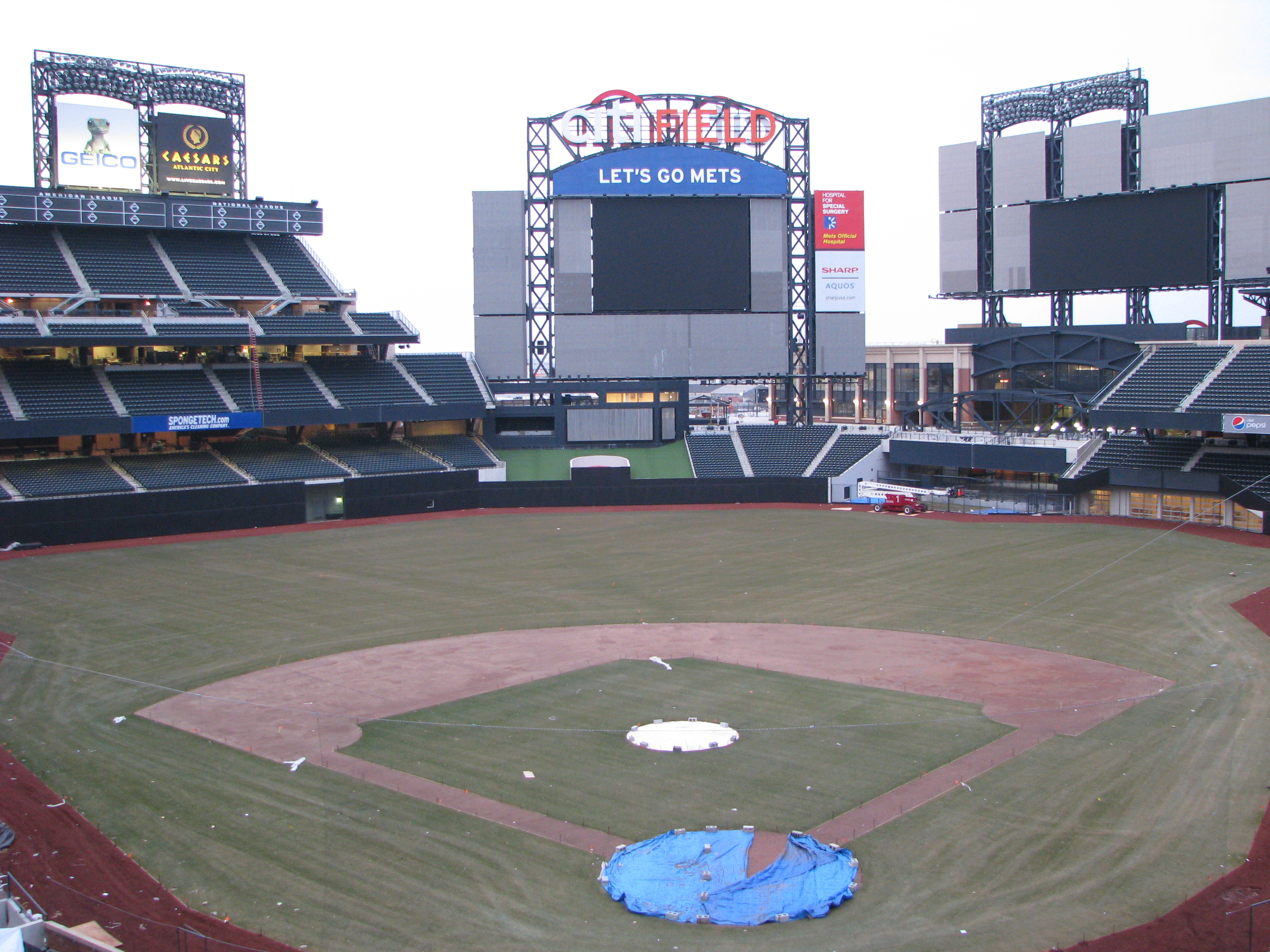
공사 중인 씨티 필드 04
Citi Field Baseball Field dimensions
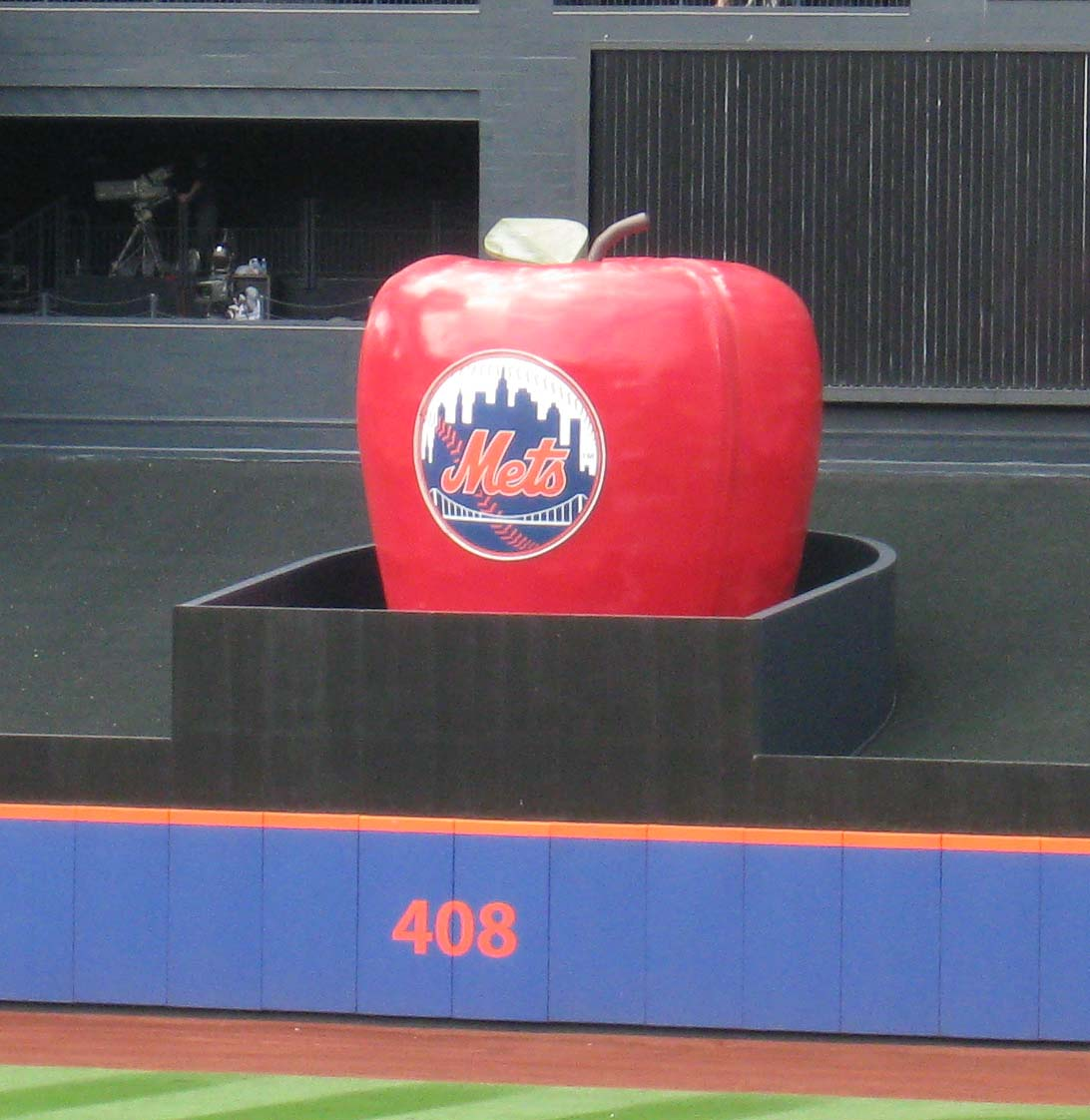
Citi Field's Home Run Apple located in center field.
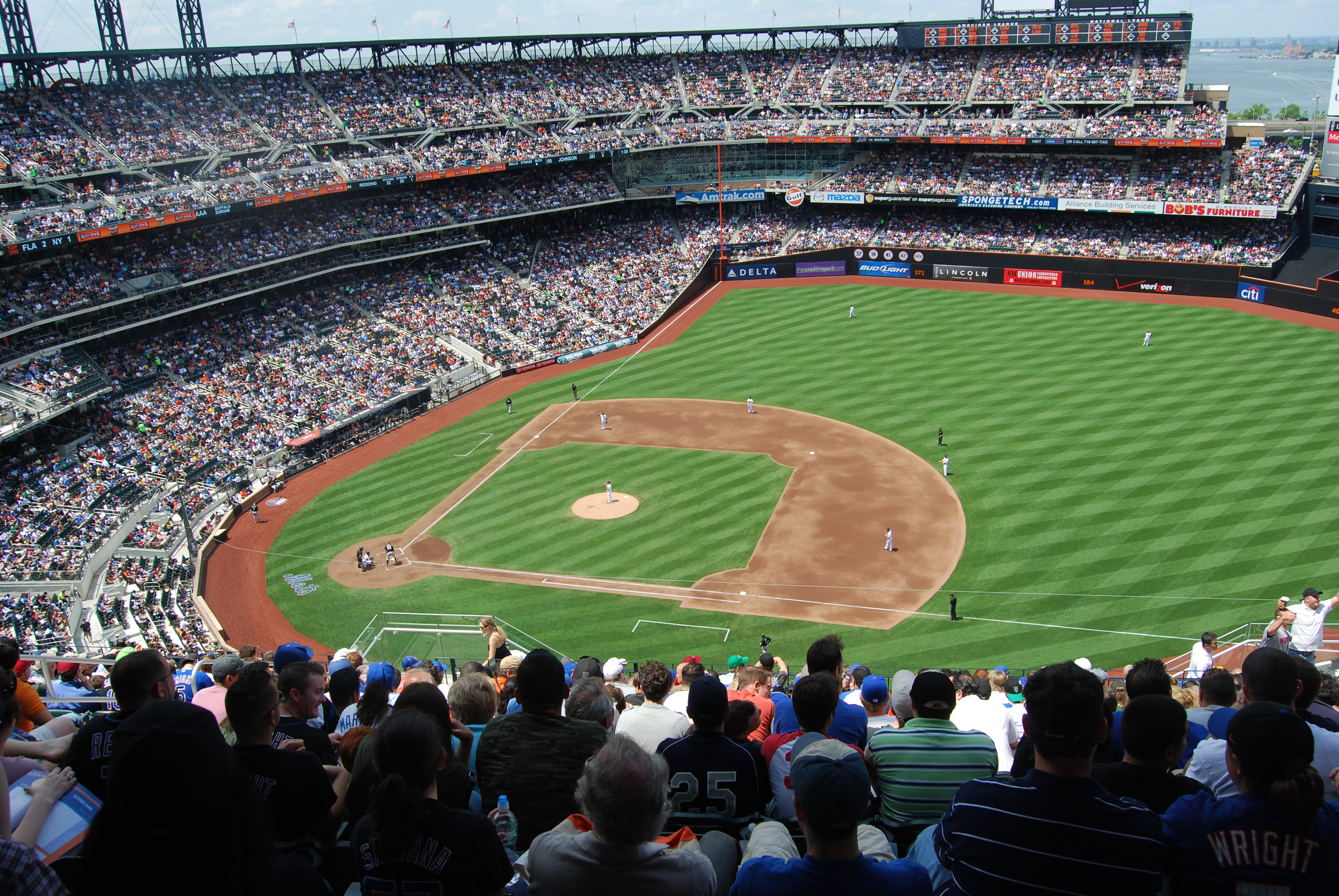
2009년 시티 필드
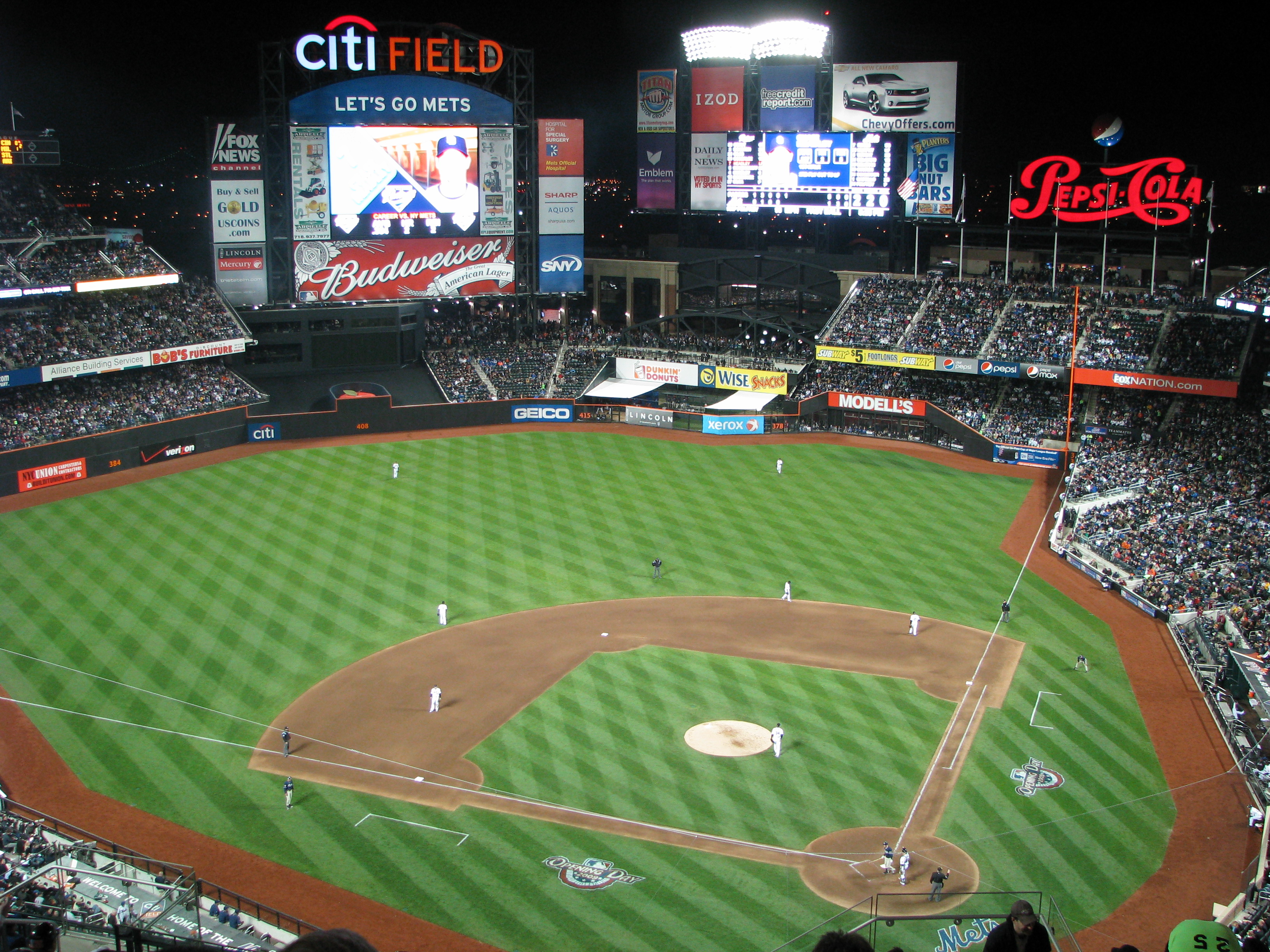
2009년 4월 13일 야구장에서 열린 첫 정규시즌 경기 중 시티필드
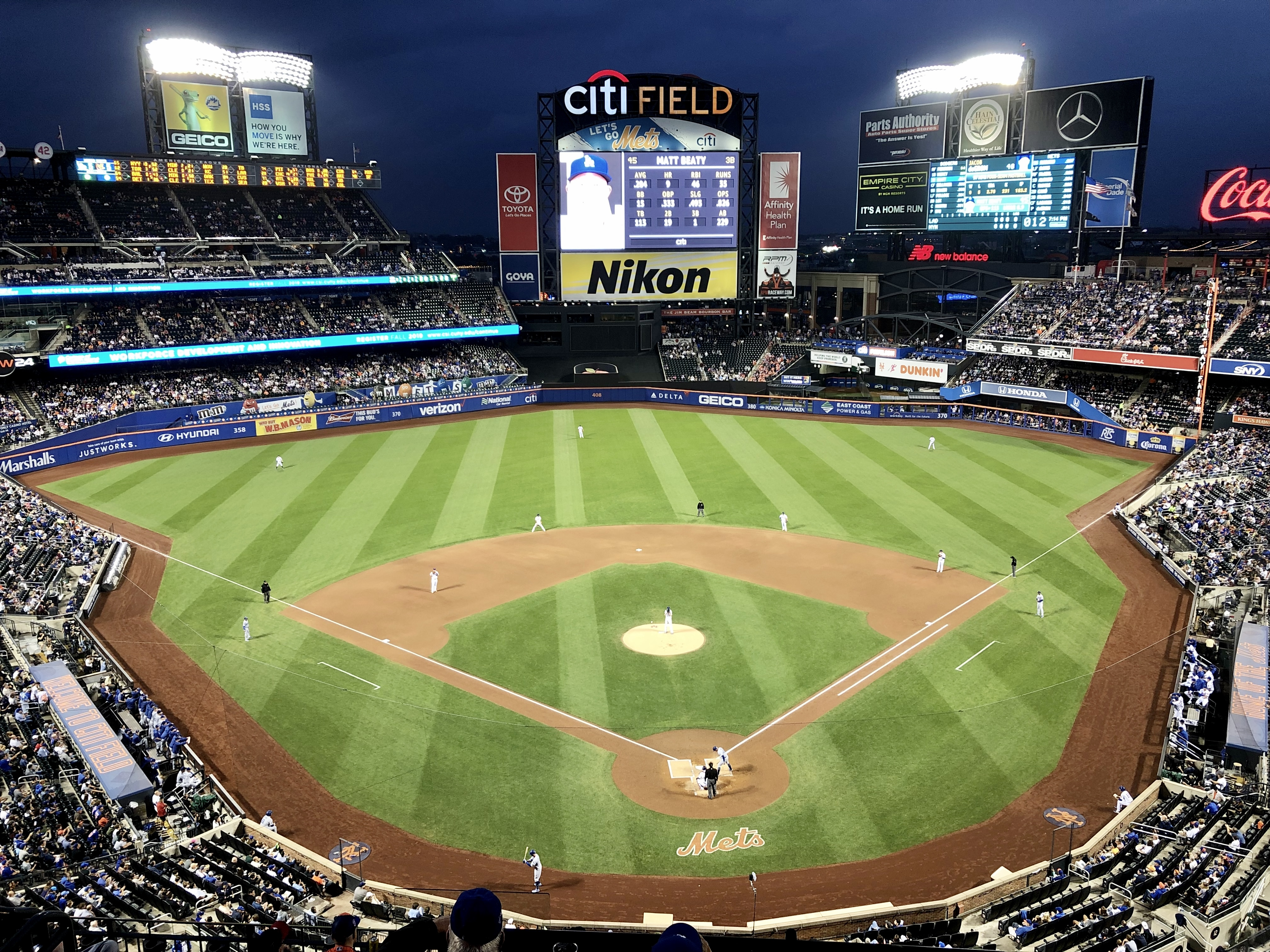
2019년 씨티필드

## 같이 보기
- 셰이 스타디움
- 양키 스타디움
- 매디슨 스퀘어 가든
- 프루덴셜 센터
- 바클레이스 센터
- 메트라이프 스타디움
- 레드불 아레나 (뉴저지주)
- UBS 아레나